# 1999 год в России
1999 год в России отмечен борьбой за высшую власть в стране: несмотря на низкую популярность и плохое состояние здоровья, президент России Борис Ельцин сохранял влияние на ход событий в стране и стремился передать свои полномочия лояльному преемнику, обеспечив преемственность власти.
В августе он остановил свой выбор на Владимире Путине, поставив его во главе Правительства, а в декабре, после благоприятных для Ельцина результатов выборов в Государственную думу, объявил об отставке и передал Путину всю полноту власти. В то же время значительные политические силы, обладающие властью в стране, но оппозиционные Ельцину, сформировались вокруг фигур Евгения Примакова, а также Юрия Лужкова и ряда глав регионов.
Год также известен резким усилением террористической деятельности, нападением с территории Чечни на Дагестан, серией террористических актов в городах России, а также возобновлением боевых действий в Чеченской Республике.

## Руководство
25 июля 1998 года первый заместитель руководителя Администрации президента Российской Федерации Владимир Путин был назначен директором Федеральной службы безопасности Российской Федерации.
С 26 марта 1999 года он одновременно занял пост секретаря Совета безопасности РФ.
В это время на посту председателя российского правительства продолжалась настоящая кадровая чехарда — в 1998 году Виктора Черномырдина сменил Сергей Кириенко, того — Евгений Примаков. Именно весной 1999 года на всю страну по телевидению показали злое лицо президента Бориса Ельцина, когда тот на очередной встрече с ближайшими подчинёнными заявил: «Не так сели!» и держал паузу, пока они не поменялись местами.
В мае 1999 года Государственная дума безуспешно попыталась поставить вопрос об отрешении Ельцина от должности (пять обвинений, сформулированные инициаторами импичмента, в основном касались действий Ельцина во время первого президентского срока). На волне слухов о том, что Евгений Примаков может выставить свою кандидатуру на президентских выборах 2000 г., Ельцин 12 мая, перед голосованием по импичменту, отправил в отставку правительство Примакова, после чего с согласия Государственной думы назначил председателем правительства Сергея Степашина.

## Дагестан и Чечня
Тем временем ситуацию в России всё более начинает определять конфликт с сепаратистской Чечнёй. Летом обостряется обстановка на административной границе Чечни, Дагестана и Ставропольского края. Со стороны Чечни совершаются нападения на заставы внутренних войск РФ.
В начале августа дагестанские ваххабиты в Цумадинском районе объявляют о введении на территории республики шариатского правления. Начинаются вооружённые столкновения. 7 августа со стороны Чечни на помощь мятежникам направляются отряды чеченских боевиков под общим командованием Басаева и Хаттаба.
В этой ситуации Ельцин вновь меняет руководителя правительства — вместо Сергея Степашина 9 августа 1999 года временно исполняющим обязанности председателя российского правительства назначен мало известный широкой общественности чиновник — проработавший всего год на посту директора ФСБ Владимир Путин. В тот же день в своём телеобращении Б. Н. Ельцин назвал его своим преемником — человеком, который, по его мнению, «способен консолидировать общество, опираясь на самые широкие политические силы, обеспечить продолжение реформ в России. Он сможет сплотить вокруг себя тех, кому в новом XXI веке предстоит обновлять великую Россию… Я в нём уверен. Но хочу, чтобы в нём были также уверены все, кто в июле 2000 года придёт на избирательные участки и сделает свой выбор.».
С 16 августа 1999 года Путин — председатель правительства.
Решительные действия правительства по отношению к чеченским сепаратистам были поддержаны в России, что привело к росту популярности Путина.
10 октября Аслан Масхадов отстранил Ахмата Кадырова от должности верховного муфтия Чечни, объявив его «врагом чеченского народа», который «подлежит уничтожению».

## Выборы в Госдуму
19 декабря состоялись очередные выборы в Государственную думу. 5 % барьер преодолели 6 избирательных списков:
- КПРФ — 90 депутатов в одноимённой фракции и 39 в Аграрно-промышленной депутатской группе,
- «Единство» — 82 в одноимённой фракции и 59 в депутатской группе «Народный депутат»,
- Отечество — Вся Россия — 45 в одноимённой фракции и 41 в депутатской группе «Регионы России»,
- Союз правых сил — 32,
- «Яблоко» — 21,
- ЛДПР — 17.

## Путин — президент
31 декабря в результате добровольного ухода в отставку Президента России Бориса Ельцина, не дождавшегося очередных президентских выборов, назначенных на лето 2000 года, Путин становится исполняющим обязанности президента Российской Федерации. В этот же день Путину были переданы символы президентской власти, в том числе «ядерный чемоданчик».
Сразу же после заявления Ельцина об отставке Путин обратился с новогодним обращением к гражданам России и в тот же день подписал указ, гарантирующий Ельцину защиту от судебного преследования, а также значительные материальные льготы ему и его семье.

## Внешняя политика

### Попытки противодействия агрессии НАТО против Югославии
24 марта 1999 генеральный секретарь НАТО Солана отдал приказ командующему силами НАТО в Европе американскому генералу Уэсли Кларку начать войну против Югославии. Белград, Приштина, Ужице, Нови-Сад, Крагуевац, Панчево, Подгорица и другие подверглись ударам с воздуха
В этот момент председатель российского правительства Евгений Примаков направлялся с официальным визитом в США. Уже над Атлантикой он узнал о начале бомбардировок и принял решение отменить визит, распорядился развернуться над океаном и вернулся в Москву.
14 апреля Ельцин назначил Черномырдина своим специальным представителем по Югославии.

### Соглашение об адаптации ДОВСЕ
19 ноября на Стамбульском саммите ОБСЕ было подписано Соглашение об адаптации ДОВСЕ, необходимость которого была вызвана военным дисбалансом, возникшим из-за расширения НАТО за счёт бывших стран ОВД и постсоветских государств.
Этим документом вместо блоковой системы квот были введены национальные и территориальные лимиты (последние предполагают размещение на территории государств боевой техники других стран, но не выше оговорённого уровня). Квота России составила 6350 танков, 11280 бронемашин, 6315 артсистем, 3416 самолётов и 855 вертолётов. Одновременно фланговые квоты РФ (на северо-западе Европейской части России и на Северном Кавказе) были увеличены до 1300 танков, 2140 бронемашин и 1680 артиллерийских систем.
Общая квота НАТО на момент подписания документа составляла 19096 танков, 31787 бронемашин, 19529 артиллерийских систем, 7273 самолёта и 2282 вертолёта.
Соглашение было подписано 30 государствами, но ратифицировано оно было лишь Беларусью, Казахстаном, Россией и Украиной и так и не вступило в силу.

## События по месяцам

### Февраль
- 1 февраля генеральный прокурор России Юрий Скуратов подал президенту России заявление об отставке[6]. На следующий день президент поставил вопрос об отставке Скуратова перед Советом Федерации[7].

### Март
- 17 марта Совет Федерации отклонил предложение президента России об отставке генерального прокурора Юрия Скуратова[7]. Сам Скуратов на заседании заявил, что его вынудили написать заявление. Вечером на РТР были показаны кадры, в которых «человек, похожий на генерального прокурора» был снят в обществе проституток.
- 19 марта произошёл взрыв на Центральном рынке Владикавказа (Северная Осетия), погибли 52 человека, 168 ранены. Впоследствии следствие и суд установили причастность чеченских сепаратистов к теракту (организатор — Арби Бараев).
- 24 марта председатель правительства России Евгений Примаков узнав о начавшейся бомбардировке югославских городов силами НАТО во время перелёта над Атлантическим океаном отменил начавшийся визит в Вашингтон и дал указание развернуть самолёт обратно на Москву (операция получила название «Петля Примакова»).

### Апрель
- 21 апреля — Государственная дума урегулировала процедурные вопросы проведения голосования по импичменту Президенту[8].
- 25 апреля — состоялись первые прямые выборы главы Карачаево-Черкесской Республики. Выборы не выявили победителя, назначено повторное голосование по кандидатурам Станислава Дерева и Владимира Семёнова.
- 27 апреля — Борис Ельцин произвёл кадровые перестановки в Правительстве России, заменив первого заместителя председателя правительства Вадима Густова на Сергея Степашина[9]

### Май
- 12 мая — президент России Борис Ельцин отправил в отставку правительство Евгения Примакова, назначил исполняющим обязанности председателя Правительства Сергея Степашина[10].
- 15 мая — в Государственной думе состоялось поимённое голосование по отрешению Бориса Ельцина от должности Президента по пяти обвинениям. Необходимое для начала процедуры большинство в 300 голосов не достигнуто ни по одному из пяти пунктов. Наибольшее число голосов — 284 — получило обвинение по войне в Чечне.
- 16 мая — состоялось повторное голосование по выборам Карачаево-Черкесской Республики, выборы уверенно выиграл генерал Владимир Семёнов
- 19 мая — Государственная дума проголосовала за утверждение Сергея Степашина в должности председателя Правительства России, в тот же день Президент России Борис Ельцин подписал указ о его назначении[11].
- 30 мая — состоялись выборы губернатора Белгородской области. Действующий губернатор Евгений Савченко подтвердил свои полномочия, а один из ведущих российских политиков и лидер ЛДПР Владимир Жириновский занял только третье место.

### Июнь
- 5 июня — На стадионе Стад-де-Франс в Париже сборная России по футболу обыграла сборную Франции (на тот момент действующих чемпионов мира) в рамках отборочного турнира к ЕВРО-2000. Игра стала исторической для сборной России.

### Август
- 7 августа боевики с территории Чечни начали вторжение в Дагестан, захвачены ряд сёл Ботлихского района. Бои продолжались до 23 августа, когда бандформирования ушли обратно в Чечню.
- 9 августа Президент России Борис Ельцин объявил об отставке правительства Сергея Степашина и назначил исполняющим обязанности председателя Правительства Владимира Путина. В своём обращении Ельцин объявил Путина, мало известного в то время широкой общественности, своим преемником.
- 9 августа Президент России подписал указ о назначении выборов депутатов Государственной думы третьего созыва на 19 декабря[12]. После официального опубликования указа 10 августа началась избирательная кампания.
- 16 августа Владимир Путин утверждён в должности председателя Правительства России.
- 29 августа состоялся учредительный съезд избирательного блока Отечество — Вся Россия.
- 29 августа началась операция по уничтожению ваххабитского форпоста в сёлах Карамахи и Чабанмахи (Кадарская зона, Дагестан).
- 29 августа состоялись выборы губернатора Свердловской области. Голосование в первом туре не выявило победителя, назначено повторное голосование по кандидатурам Эдуарда Росселя и Александра Буркова.
- 31 августа в Москве, в торговом центре «Охотный ряд» под Манежной площадью, произошёл взрыв, один человек погиб и сорок получили ранения.

### Сентябрь
В сентябре 1999 года в России была серия взрывов многоэтажных жилых домов (в Буйнакске, Москве и Волгодонске). В результате этих беспрецедентных терактов 307 человек погибли, более 1700 человек получили ранения различной степени тяжести или пострадали. Были также случаи обнаружения мешков с сыпучими веществами и предотвращения взрывов, в том числе привлёк внимание инцидент в Рязани.
- 4 сентября в 21 час 45 минут грузовик ГАЗ-52 был взорван в дагестанском городе Буйнакске рядом с шестиэтажным жилым домом на улице Леваневского. В результате взрыва разрушены два подъезда жилого дома, 64 человека погибли, 146 человек ранены. Второй грузовик ЗИЛ-130 был обезврежен сотрудниками милиции возле госпиталя через два часа после первого взрыва.
- 5 сентября — новое вторжение на Дагестан с территории Чечни, атаке подвергся Новолакский район Дагестана
- 5 сентября состоялись выборы губернаторов Новгородской и Омской областей, губернаторы Михаил Прусак и Леонид Полежаев сохранили свои посты.
- 7 сентября чеченские боевики остановлены федеральными силами на территории Дагестана в 5 километрах от Хасавюрта
- 8 сентября в 23 часа 58 минут в подвале 9-этажного жилого по улице Гурьянова (район Печатники) на юго-востоке Москвы произошёл взрыв, в результате которого была разрушена одна секция здания. По официальным данным, в результате взрыва погибли 100 человек, пострадали 690 человек.
- 12 сентября в Свердловской области состоялось повторное голосование по выборам губернатора, Эдуард Россель подтвердил свои полномочия.
- 13 сентября в 5 часов утра произошёл взрыв в 8-этажном кирпичном жилом доме на Каширском шоссе в Москве, дом был полностью разрушен, 124 человека — погибли, 9 человек ранены. В тот же день в районе Марьино были найдены запасы взрывчатки, достаточные для уничтожения ещё нескольких жилых домов.
- 14 сентября федеральные силы восстановили контроль над территорией Дагестана.
- 16 сентября в городе Волгодонске Ростовской области рядом с девятиэтажным жилым домом по Октябрьскому шоссе сдетонировал грузовик ГАЗ-53 с боеприпасами, от взрывной волны разрушена фасадная часть дома, повреждено 37 близлежащих домов. 19 погибших, ещё 88 пострадавших.
- 18 сентября — российские войска блокируют границу Чечни со стороны Дагестана, Ставропольского края, Северной Осетии и Ингушетии.
- 19 сентября состоялись выборы губернаторов Ленинградской и Томской областей. В Ленинградской области Валерий Сердюков, длительное время исполнявший полномочия губернатора, выиграл у экс-губернатора Вадима Густова, а в Томской области губернатор Виктор Кресс подтвердил свои полномочия.
- 22 сентября жителями Рязани замечены лица, переносящие сахарные мешки из легковой машины в подвал. Сначала было объявлено о наличии в мешках взрывчатки, потом было объявлено о проведении учений. В тот же день в Чечне нанесён авиационный удар по аэропорту в Грозном.
- 23 сентября — российская авиация начала бомбардировки столицы Чечни и её окрестностей. В этот же день глава российского Правительства Владимир Путин, находясь в Астане и отвечая на вопросы журналистов, публично заявил, что «мы будем преследовать террористов везде, где бы они ни находились …».
- 24 сентября министр по чрезвычайным ситуациям Сергей Шойгу объявил о создании при поддержке глав многих регионов избирательного блока "Межрегиональное движение «Единство» («Медведь»)
- 30 сентября — бронетанковые подразделения российской армии со стороны Ставропольского края и Дагестана вошли на территорию Наурского и Шелковского районов Чечни.

### Октябрь
- 3 октября — начался учредительный съезд избирательного блока Единство (Медведь)[13].
- 6 октября — президент России Борис Ельцин подписал Федеральный закон «Об общих принципах организации законодательных (представительных) и исполнительных органов государственной власти субъектов Российской Федерации», которым, в частности, закреплена выборность высших должностных лиц субъектов Российской Федерации (президентов, губернаторов, глав администраций и т. п.)[14]
- 18 октября — российские войска форсировали Терек и продолжили наступление на территорию Чечни[15].

### Ноябрь
- 11 ноября — полевые командиры братья Ямадаевы и муфтий Чечни Ахмад Кадыров сдали федеральным силам без боя второй по величине город Чечни Гудермес

### Декабрь
- 7 декабря — федеральные войска заняли третий по величине город Чечни Аргун.
- 19 декабря прошли выборы в Государственную думу третьего созыва. В выборах приняло участие 66840603 избирателя (61,85 процентов). По результатам выборов в думу прошли списки кандидатов КПРФ (24,27 % — 67 мандатов), Межрегионального движения Единство (Медведь) (23,32 % — 64 мандата), Блок Отечество — Вся Россия (13,33 % — 37 мандатов), Союз правых сил (8,52 % — 24 мандата), Блок Жириновского (5,98 % — 17 мандатов), Яблоко (5,93 % — 16 мандатов)[16].
- 19 декабря одновременно с выборами в Государственную думу прошли выборы мэра Москвы, губернаторов Приморского края, Вологодской, Московской, Новосибирской, Оренбургской, Тамбовской, Тверской, Ярославской областей. Мэр Москвы Юрий Лужков, губернатор Приморского края Евгений Наздратенко, губернатор Вологодской области Вячеслав Позгалёв и губернатор Ярославской области Анатолий Лисицын сохранили свои посты, в остальных регионах назначено повторное голосование (второй тур).
- 26 декабря федеральные силы начали штурм Грозного.
- 26 декабря прошло повторное голосование по выборам Оренбургской и Тамбовской областей, закончившееся неудачей для действующих губернаторов. В Оренбургской области победил депутат — аграрий Алексей Чернышёв, в Тамбовской области — бывший губернатор — назначенец Олег Бетин.
- 31 декабря первый Президент России Борис Ельцин в 12 часов в телеобращении к народу объявил о своей отставке и подписал соответствующий указ[17]. За несколько часов до отставки он подписал федеральные законы о выборах Президента и о федеральном бюджете на 2000 год. Исполнение полномочий Президента России возложено на председателя Правительства России Владимира Путина. В тот же день уже в качестве и. о. президента Владимир Путин подписал указ о гарантиях президенту, прекратившему исполнение своих полномочий[18]. Во время визита в Чечню вертолёт с Путиным попал под обстрел, но не был сбит[19].

## Умерли
- 25 июня — Евгений Моргунов, актёр театра и кино[20]